# 630 до н. е.

## Події

### У Давній Греції
- Батт I очолив грецьких колоністів, що заснували Кирену в Лівії.
- Близько цього року мешканці Мегари вигнали з міста тирана Феагена.
- Колоністи з Фокеї досягли Тартесса.

### Астрономічні явища
- 17 квітня. Повне сонячне затемнення.[1]
- 11 жовтня. Кільцеподібне сонячне затемнення.[1]

Вавилонську астрономію ділять на два періоди — давньовавилонський та асирійський (2000 - 630 роки до н. е.) і нововавилонський та перський (630-330 до н. е.),

## Народились
- Близько цього року народилася Сапфо, давньогрецька поетеса.
- Близько цього року народився Стесіхор, давньогрецький поет.